# Calydna thersander
Calydna thersander är en fjärilsart som beskrevs av Stoll 1780. Calydna thersander ingår i släktet Calydna och familjen Riodinidae. Inga underarter finns listade i Catalogue of Life.

## Bildgalleri

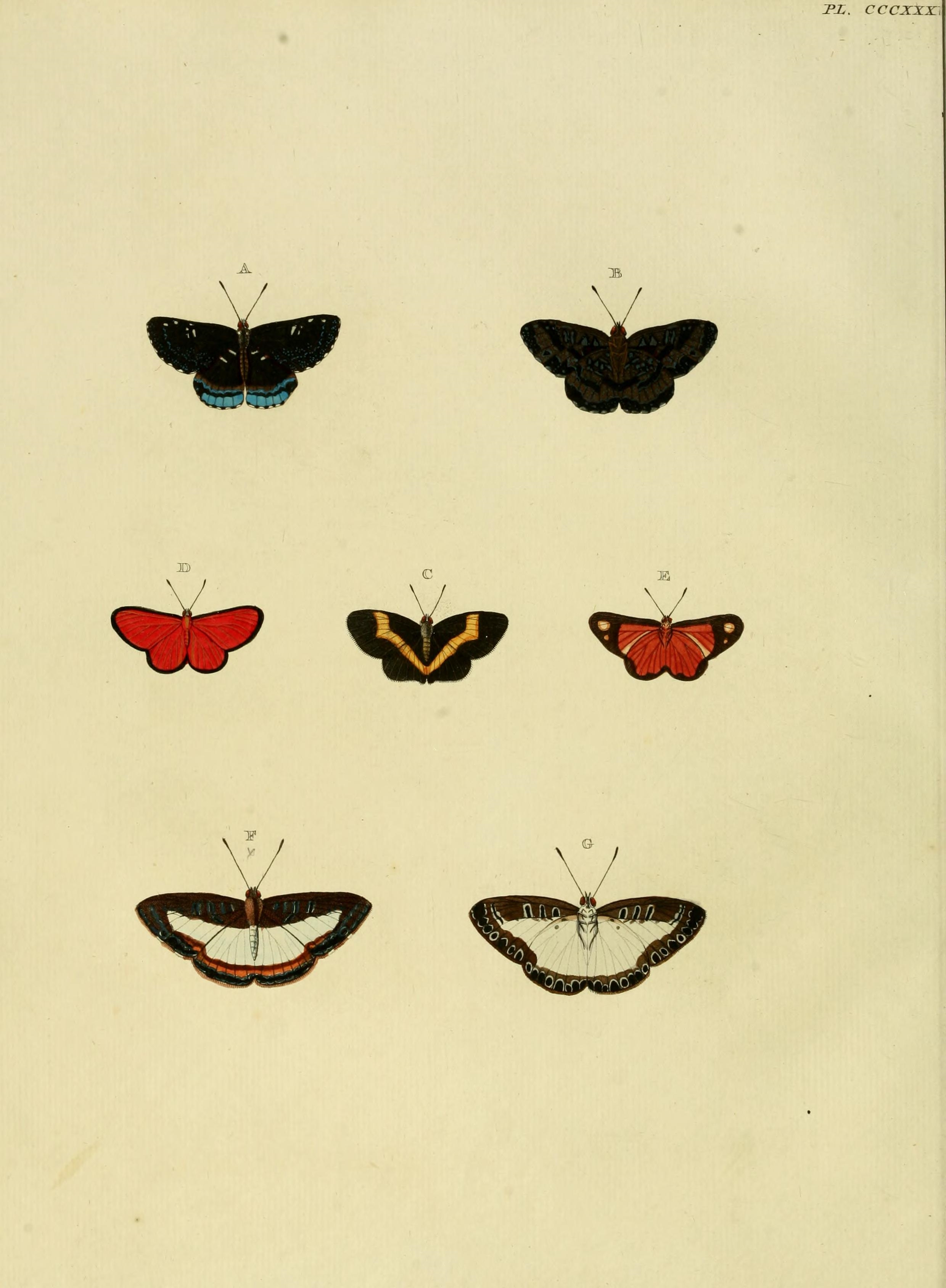